# Joca monachorum
Joca monachorum o Ioca monachorum que literalmente significa pasatiempo de monjes o broma de monjes era un tipo de acertijo, en algunos casos humorístico o jocoso, practicado por los monjes. 

## Descripción
Aunque las Joca eran de temática preferentemente bíblica, también versaban sobre literatura, filosofía o historia. La naturaleza de los textos podían ser preguntas y respuestas, adivinanzas o chistes. Empleados para una enseñanza básica, probablemente servían para ayudar a la memorización y estimular el pensamiento.
El género era originario del Oriente griego y se extendió por toda la cristiandad. En el siglo VI llega a la Galia y a las islas británicas. Se conocen ejemplos en varias lenguas: latín, alemán, sueco, occitano, catalán y castellano y sobrevivió hasta la Baja Edad Media.
Un mismo jocus puede aparecer en varias colecciones de manuscritos. Aunque las respuestas solían ser breves, generalmente un solo nombre, las respuestas largas no eran desconocidas, por ejemplo en la Tabla de los pueblos francos, (una breve genealogía de los pueblos germánicos), se incorporó como respuesta a una pregunta en una colección de ocho joca. Cuando se trata de preguntas, suelen ir precedidas de las expresiones latinas dic mihi (dime), dico tibi (te digo) o interrogatio (pregunta).

## Ejemplos
- Dic mici quis benedixit manibus quod oculis non vidit? (¿Dime quién ha bendecido con sus manos lo que no ha visto con sus ojos?) R.: Ysahac benedixit Jacob (Isaac bendijo a Jacob)
- Quis asinam querendo regnum invenit? (¿Quién encuentra un reino buscando un asno?) R.: Saul.
- Qui mortuus et non est natus? (¿Quién murió y no nació?) R.: Adam (Adán)